# 機能的クレーム
機能的クレーム（きのうてきクレーム、英:functional claim）とは、機能的表現により記載された請求項をいう。
機能に特徴がある発明、また機能を実現する手段の単語が確立されていない技術分野においては利便性が高く、多用されている。特許請求の範囲で規定される構成概念には、何段階もの上位・下位概念の記載レベルが存在するが、その上位概念の最も頂点に位置するのが、抽象的とも言えるこの機能的記載である。
日本の特許法では特許・実用新案審査基準において取り扱いを定めている。審査基準は判例と異なって法的拘束力はないが、特許庁の審査実務に大きな影響がある。

## ミーンズプラスファンクションクレーム

### 米国特許法
機能的クレームの一例にミーンズプラスファンクションクレームがある。米国特許法(35.U.S.C.)第112条(f)（2011年改正のAmerica Invents Act (AIA)、正式名称はLeahy-Smith America Invents Act、旧法 (pre-AIA) 適用案件は第112条第6パラグラフ）には、ミーンズプラスファンクション (Means Plus Function) の規定が設けられ、「組み合わせに関するクレーム中の要素は、その構造、材料又はこれを裏付ける作用を詳述することなく、特定の機能を達成する手段又は工程として記載することができる。このようなクレームは、明細書に記載されたそれと対応する構造、材料又は作用、及び、これと同等のものを含むと解釈されるものとする。」という規定により、ミーンズプラスファンクションの解釈が定められている。また、AIA以前から米国特許法第112条にはミーンズプラスファンクションクレームに関する規定が設けられている。
近年の米国裁判例はミーンズプラスファンクションクレームと緩やかに認定する傾向があり、クレームにミーンズmeansという用語が使われていない場合であってもミーンズプラスファンクションクレームと認定される事例がある。例えば、MPEP2181(I)に3-prong analysisと呼ばれる認定基準が明記されている。
つまり、請求項で示される機能的な構成要素は、クレームに限定された機能を持つすべての概念を内包するのではなく、明細書に開示された対応構造およびその均等物のみを包含するものと解釈される。

### 日本特許法
このような Means Plus Function の考え方は、日本の旧特許法の解釈論に似ているという説がある。つまり、特許発明の範囲を定める際には、発明の詳細な説明の記載を含めた明細書全体から判断すべきであるという解釈論であり、特許請求の範囲の記載は、いわば発明のインデックスであるという考え方である。
しかしながら、日本の現行特許法では、特許法70条1項に規定されるように特許請求の範囲の記載のみによって権利が確定するものであるため、発明の詳細な説明に記載されている事項が特許請求の範囲に記載されていない場合には、原則としてその発明の内容は特許発明の技術的範囲には包含されない。
また、特許発明の技術的範囲を均等論によって判断する際にも、平成6年(オ)第1083号「ボールスプライン軸受事件」（最高裁平成10年2月24日第三小法廷判決）により判示されるように、均等物への置換は特許発明の本質的な部分でないなど限定的になされるものであるため、Means Plus Function のような広義な置換可能性が含まれる解釈論とは相違する。
この規定や運用からみて、米国特許法のMeans Plus Function の考え方は日本特許法の考え方とは異なっている。
抽象的な「機能的クレーム」は多くの場合、記載要件違反（特許法第36条違反：実施可能要件（第4項1号）、サポート要件（第6項1号）、明確性要件（第6項2号））により無効理由（特許法123条第1項）を有する、または無効の抗弁（特許法104条の3第1項）が主張される可能性がある。